# پال بنکس
پال بنکس (انگلیسی: Paul Banks؛ زادهٔ ۳ مهٔ ۱۹۷۸) یک موسیقی‌دان اهل ایالات متحده آمریکا است. وی از سال ۱۹۹۷ میلادی تاکنون مشغول فعالیت بوده‌است.